# Stephanie Nur
Stephanie Nur, född 1988 i Kairo, är en österrikisk-egyptisk skådespelare.
Nur har bland annat medverkat i TV-serierna 1883 och Special Ops: Lioness. Hon har även medverkat i filmen Mitt stora feta grekiska bröllop 3.

## Filmografi (i urval)
- 2021 – 1883 (TV-serie)
- 2023 – Special Ops: Lioness (TV-serie)
- 2023 – Mitt stora feta grekiska bröllop 3
- 2024 – Jungfru Maria